# Edwin Lefèvre
Edwin Lefèvre (1871 - 1943) va ser un periodista, escriptor i diplomàtic nord-americà, destacat pels seus escrits sobre negocis de Wall Street.

## Biografia
Lefèvre va néixer George Edwin Henry Lefèvre el 23 de gener de 1870 a Colón, Colòmbia (actual República de Panamà).  Era fill d'Emilia Luísa María Santiago de la Ossa, germana de Jerónimo i María de la Ossa de Amador, i Henry Lefèvre (1841-1899). Henry va néixer a Jersey, a les illes del Canal i va emigrar als seus Estats Units en la seva joventut. Durant molts anys, Henry va ser l'agent general de la Pacific Steamship Company American de Panamà. El seu fill, Edwin, tenia doble ciutadania i va ser enviat als Estats Units quan era un nen.
Va completar la seva formació a la Lehigh University, on va rebre formació com a enginyer de mines. Tanmateix, als dinou anys, va començar la seva carrera com a periodista i finalment es va convertir també en corredor de borsa. Després de la mort del seu pare, Edwin va heretar algunes riqueses i es va convertir en un inversor independent. Mentre vivia a Hartsdale, Nova York, es va publicar (1901) una col·lecció de contes d'Edwin Lefèvre sota el títol "Wall Street Stories". Després van seguir diverses novel·les sobre diners i finances, fins al 1908, quan Lefèvre i la seva dona, Martha, i els seus fills es van traslladar a una finca rústica a East Dorset, Vermont. El 1909 va ser nomenat ambaixador a Espanya i Itàlia pel seu país natal, Panamà. Lefèvre va treballar com a corredor a Wall Street i va ser l'escriptor financer del diari New York Sun. Posteriorment va tornar a casa seva a Vermont, on va reprendre la seva obra literària, proporcionant contes per a revistes com  The Saturday Evening Post , i escrivint novel·les.
Dels vuit llibres escrits per Edwin Lefèvre, el seu  Reminiscències d'un operador de valors  es considera un clàssic de l'escriptura empresarial nord-americana. El llibre va començar com una sèrie de dotze articles publicats durant els anys 1922 i 1923 a 'The Saturday Evening Post' '. S'escriu com a ficció en primera persona, que explica la història d'un operador professional de valors a Wall Street. Tot i que es publica com a ficció, generalment, s'accepta que és la biografia del jove borsari, Jesse Livermore. El llibre s'ha reimprès gairebé cada dècada des de la seva publicació original el 1925, l'última publicada per John Wiley & Sons en tapa dura i una edició de butxaca el 1994 que roman impresa. S'ha traduït al xinès, alemany, francès,  polonès, i llengües italianes, entre d'altres. Una primera edició de George H. Doran Company, fins i tot en bon estat, es pot vendre avui per més de mil dòlars. Al desembre de 2009, Wiley va publicar una edició comentada que cobreix la bretxa entre el relat ficticiat de Lefèvre i les personalitats, gestes i ubicacions que poblen el llibre. Les notacions de marge de la pàgina de l'edició del 2009 expliquen el marc històric i les empreses reals, particulars i esdeveniments informatius als quals fa referència Lefèvre.
El 1925, Lefèvre va escriure un segon llibre sobre un comerciant de valors, una biografia feta amb el títol "The Making of a Stockbroker". Aquest llibre tractava de John K. Wing, soci sènior de Bronson i Barnes, una important corredora de borsa de Boston, l'enfocament del qual del negoci contrastava amb el de Jesse Livermore, el tema velat del seu llibre anterior.
A la seva mort el 1943, la propietat d'Edwin Lefèvre a Dorset, a prop de Manchester, va ser transmesa a la seva vídua. Construït cap al 1820, va ser el primer casa als Estats Units feta amb marbre extreta a la propietat. El seu fill gran, Edwin Lefèvre, Jr. (nascut el 1902), que també treballava a Wall Street, va heretar la casa i la va restaurar completament el 1968 quan es va retirar allà. Ara apareix al Registre nacional de llocs històrics. El seu segon fill, Reid Lefèvre (n. 1904), va ser el fundador del carnaval ambulant conegut com el "King Reid Show" i polític. Va ser elegit a l'Assemblea General de Vermont, servint com a membre de la Cambra de Representants del 1947 al 1959 i del Senat estatal del 1961 al 1963.